# リヴァプール、最後の恋
『リヴァプール、最後の恋』（リヴァプール さいごのこい、Film Stars Don't Die in Liverpool）は2017年のアメリカ合衆国・イギリスの伝記恋愛映画。監督はポール・マクギガン、主演はアネット・ベニングとジェイミー・ベルが務めた。オスカー女優グロリア・グレアムが晩年をともに過ごした舞台俳優ピーター・ターナーが1987年に発表した回顧録『Film Stars Don't Die in Liverpool』を原作としている。なお、本作の日本語字幕は栗原とみ子が担当した
本作は第71回英国アカデミー賞で主演女優賞（ベニング）、主演男優賞（ベル）、脚色賞（グリーンハルシュ）の3部門にノミネートされたが、受賞は逃した。

## 概要
1952年の「悪人と美女」でオスカー助演女優賞に輝いた往年の大女優グロリア・グレアムと駆け出しの若手舞台俳優ピーターの最後の恋を中心に描くラブストーリー。「007シリーズ」の制作で知られているイーオン・プロダクションズがボンド映画以外の作品を手掛けるのは『腰抜けアフリカ博士』（原題：Call Me Bwana, 1963年）以来である。また、イオン・プロの作品にユナイテッド・アーティスツとメトロ・ゴールドウィン・メイヤーが関わっていない初の作品でもある。

## ストーリー
1981年9月29日、ピーター・ターナーの元に衝撃の知らせが飛び込んできた。かつての恋人で、今は親友でもあるグロリア・グレアムがランカスターのホテルで倒れたのだという。この期に及んでもなお、乳がんの治療を拒否するグレアムに対してターナーは為す術がなかったが、取りあえず自分の実家でグレアムを療養させることにした。グレアムの死が近いことを悟ったターナーは、不意に彼女と楽しく過ごしていた頃を思い出すのだった。
本作は駆け出しの俳優に過ぎなかったターナーと往年の大女優であったグロリア・グレアムの恋模様を描きつつ、グレアムがリヴァプールで活動し続けることに固執した理由を解き明かしていく作品である。

## キャスト
- グロリア・グレアム: アネット・ベニング -  往年のスター女優。
- ピーター・ターナー: ジェイミー・ベル - 売れない若手舞台俳優。
- ジャンヌ・マクドゥーガル: ヴァネッサ・レッドグレイヴ - グロリアの母。元女優。
- ベラ・ターナー: ジュリー・ウォルターズ - ピーターの母。
- ジョー・ターナー: ケネス・クラナム - ピーターの父。
- ジョー・ターナー・Jr: スティーヴン・グレアム - ピーターの兄。
- ジョイ: フランシス・バーバー - グロリアの姉。
- アイリーン: リアン・ベスト（英語版） - ピーターの従姉。
- フィフィ・オスカード: スザンヌ・バーティッシュ（英語版）
- ティム: トム・ブリトニー（英語版） - グロリアの息子。

## 製作
2016年5月6日、ポール・マクギガン監督の新作にアネット・ベニング、ジェイミー・ベル、ジュリー・ウォルターズの3人が起用されたとの報道があった。6月27日、ヴァネッサ・レッドグレイヴの出演が決まったと報じられた。
本作の主要撮影は2016年6月27日にロンドンとリヴァプールで始まり、同年8月8日に終了した。

## 公開
2017年8月、ソニー・ピクチャーズ・クラシックスが本作の北米配給権を購入したとの報道があった。9月1日、本作はテルライド映画祭でプレミアを迎えた。5日には予告編が公開された。また、第42回トロント国際映画祭のガラ・プレゼンテーション部門での上映も行われた。

## 評価
本作は批評家から好意的に評価されている。映画批評集積サイトのRotten Tomatoesには160件のレビューがあり、批評家支持率は79%、平均点は10点満点で6.7点となっている。サイト側による批評家の見解の要約は「『リヴァプール、最後の恋』の脚本の出来はそこそこだが、アネット・ベニングが卓越した演技を披露する作品にはなっている。」となっている。また、Metacriticには34件のレビューがあり、加重平均値は65/100となっている。